# 天津中医药大学第一附属医院
天津中医药大学第一附属医院，加挂国家中医针灸临床医学研究中心名称，简称天津中医一附属、中医一附院，始建于1955年12月18日，北院位于天津市南开区鞍山西道314号，南院位于西青区李七庄街昌凌路88号。

## 历史
天津中医药大学第一附属医院的前身是1955年12月18日以建设路天津市中医门诊部人员为基础、在和平区多伦道建立的天津市立中医医院，郭沫若题写院名。1958年，天津中医学院成立，该医院改为天津中医学院附属医院。1966年，天津中医学院迁至河北省石家庄市，医院留津改隶属于天津市卫生局，更名为天津市中医医院。1978年，国务院批准天津市重建天津中医学院，该院改称天津市中医学院第一附属医院，1991年迁至南开区鞍山西道新址。2006年，天津中医学院更名天津中医药大学后，医院更名为天津中医药大学第一附属医院。